# Emmanuel Rousseau
Pour les articles homonymes, voir Rousseau.
Emmanuel-Frédéric-Gérard Rousseau (Fra' Emmanuel Rousseau pour l'ordre de Malte) est un archiviste français et un haut dignitaire de l'ordre souverain de Malte, né à Nancy le 30 juin 1969.

## Archiviste et historien
Élève de l'École nationale des chartes, Emmanuel Rousseau y soutient une thèse intitulée Les Sceaux des cinq premières maisons de l’ordre de Cîteaux (1098-1516), qui lui permet d'obtenir le diplôme d'archiviste paléographe en 1996. Il suit ensuite la scolarité de l'École nationale du patrimoine où il obtient le diplôme de conservateur du patrimoine en 1997 (promotion Nicolas Appert).
D'abord en poste aux Archives nationales, il est nommé directeur des Archives départementales d'Eure-et-Loir en 2007, puis revient aux Archives nationales comme responsable du département de la conservation (site de Paris) ; il conserve ce poste après la réorganisation de l'institution en 2012, puis devient directeur des fonds des Archives nationales. Il est nommé conservateur général du patrimoine en 2014.

## Chevalier de Malte
Bénévole de l'ordre de Malte depuis 1986, il décide d'y devenir religieux et entre au noviciat en 2006. Il a prononcé ses vœux de chevalier profès de l'ordre de Malte le 11 mai 2011, en l’église Sainte-Élisabeth-de-Hongrie, à Paris, en présence du grand maître de l'Ordre, Matthew Festing.
Il est élu en 2009 membre du Souverain conseil de l'ordre de Malte, où il siège depuis lors. Il est également conservateur des archives et de la bibliothèque du Palais magistral.
La crise de gouvernance qui oppose l'Ordre au pape aboutit, le 3 septembre 2022, à la promulgation de la nouvelle charte constitutionnelle de l'Ordre, accompagnée de la dissolution du Souverain conseil et son remplacement par une instance provisoire de treize membres nommés par lui : Emmanuel Rousseau devient alors grand commandeur, c'est-à-dire responsable des questions religieuses et spirituelles de l'Ordre et l'un des quatre dignitaires qui assistent le grand maître (vacant) ou son lieutenant. Le 26 janvier 2023, il est confirmé dans ses fonctions pour la période 2023-2029 par le chapitre général extraordinaire de l'Ordre réuni à Rome.

## Décorations
- Bailli grand-croix de justice ayant professé des vœux solennels de l'ordre souverain de Malte (11 mai 2011)[10]
- Grand-croix de l'ordre de la Légitimité Proscrite (maison de Bourbon-Parme - 15 avril 2024)[11]
- Bailli grand-croix de justice de l'ordre sacré et militaire constantinien de Saint-Georges (maison de Bourbon-Siciles - 22 avril 2023)[12]
- Chevalier de l'ordre de Saint-Michel de l'Aile (maison de Bragance - 24 juin 2023)
- Chevalier de l'ordre national du Mérite (République française - 14 novembre 2012)[13]
- Grand-officier de l'ordre national du Mérite (Roumanie - 14 février 2013)[14]
- Grand-croix de l'ordre des Saints-Maurice-et-Lazare (maison de Savoie - 27 septembre 2023)[15]